# Archibald (Bischof)

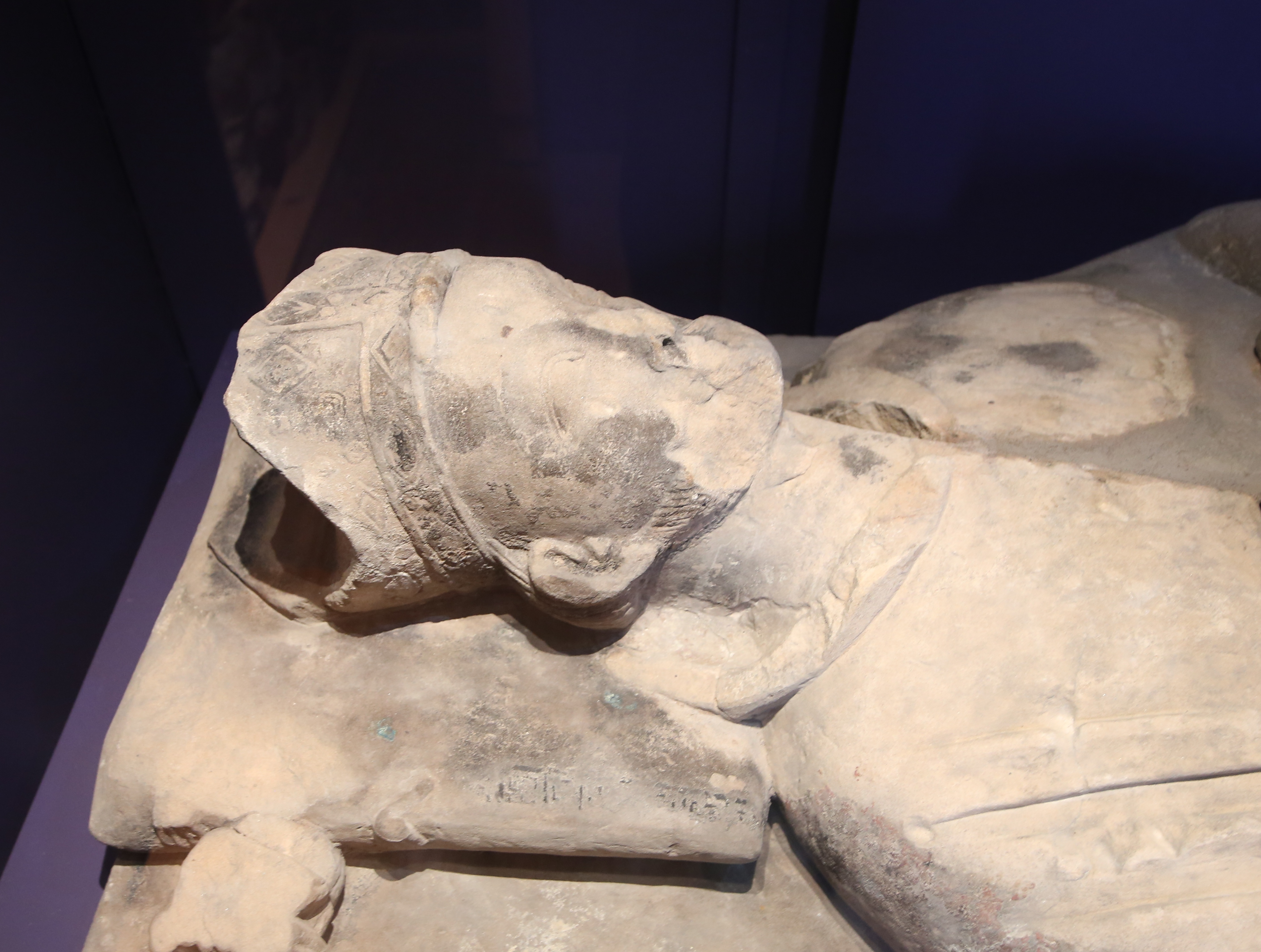
Mutmassliches Grabdenkmal von Archibald aus der Kathedrale von Elgin

Archibald († 9. Dezember 1298) war ein schottischer Geistlicher. Ab 1253 war er Bischof von Moray.

## Bischof von Moray
Archibald wurde vor dem 4. Februar 1249 Dekan der Kathedrale von Elgin, des Sitzes der Diözese Moray. Vor dem 22. November 1253 wurde er zum Bischof der Diözese geweiht. 1254 hatte er einen Konflikt mit Papst Innozenz IV., da Archibald Adam de Dun als neuen Dekan von Moray bestätigte. Da der Papst das Amt aber für Nicholas de Hedun reserviert hatte, befürchtete Archibald die Exkommunikation. Schließlich wurde Hedun von der Kurie als Dekan bestätigt und Archibald erhielt am 22. Dezember 1255 eine Absolution vom neuen Papst Alexander IV. Aus ungeklärtern Gründen hatte Archibald einen Konflikt mit Uilleam, 5. Earl of Mar, den er 1268 exkommunizierte. 1273 beschloss eine Ratsversammlung in Perth, dass er nicht zum Zweiten Konzil von Lyon reisen sollte, sondern zusammen mit Robert de Stuteville, Bischof von Dunkeld in Schottland bleiben sollte.

## Rolle in der schottischen Thronfolgefrage
Archibald war bereits ein alter Mann, als 1290 die schottische Thronfolge umstritten war. 1290 gehörte er dem Parlament an, das dem Vertrag von Birgham zustimmte. Ob er noch 1291 dem englischen König Eduard I. gehuldigt hatte, der über die Ansprüche der Anwärter auf den schottischen Thron entscheiden sollte, ist unklar. In diesem Great Cause genannten Verfahren besiegelte Archibald im November 1291 eine angebliche Kopie einer Urkunde, nach der Earl David of Huntingdon auf seine Erbansprüche auf den schottischen Thron verzichtet hatte. Earl David war der Vorfahre von Robert de Brus und John Balliol gewesen, so dass nach diesem Verzicht deren Ansprüche auf den schottischen Thron erloschen wären. Die Urkunde wurde während des Verfahrens von Graf Florens von Holland präsentiert, konnte aber die Vertreter im Great Cause nicht überzeugen. Nach seinem Tod wurde Archibald im Chorraum der Kathedrale von Elgin beigesetzt. 